# Wybory parlamentarne w Holandii w 1956 roku
Wybory parlamentarne w Holandii w roku 1956 – wybory, w których obywatele Holandii w drodze głosowania wybrali swoich przedstawicieli w parlamencie. Do zdobycia w 1956 roku było 150 mandatów, czyli o 50 więcej w stosunku do poprzednich wyborów. Wyniki przedstawiały się następująco:
- Partia Pracy - 50(+20)
- Katolicka Partia Ludowa - 49(+19)
- Partia Antyrewolucyjna - 15(+3)
- Unia Historycznych chrześcijan - 13(+4)
- Partia Ludowa dla Wolności i Demokracji - 13(+4)
- Komunistyczna Partia Holandii - 7(+1)
- Zreformowana Partia Polityczna - 3(+1)
- Katolicka Partia Narodowa - Nie weszła do parlamentu